# Twin Lakes (Oklahoma)
Twin Lakes es un lugar designado por el censo ubicado en el condado de Logan en el estado estadounidense de Oklahoma. En el Censo de 2020 tenía una población de 178 habitantes y una densidad poblacional de 158,93 habitantes por km². Fue incluido como CDP en el censo de 2020.

## Geografía
Twin Lakes se encuentra ubicado en las coordenadas 35°52′5″N 97°39′55″O / 35.86806, -97.66528. Según la Oficina del Censo de los Estados Unidos,  tiene una superficie total de 1,12 km², de la cual 1,02 km² corresponden a tierra firme y 0,10 km² a agua.